# Tập đoàn Khoáng sản Erdenet
Tập đoàn Khoáng sản Erdenet (tiếng Mông Cổ: Эрдэнэт үйлдвэр) là một tập đoàn khoáng sản ở Erdenet, Mông Cổ. Đây là một liên doanh giữa Mông Cổ và Nga, và chiếm phần lớn thu nhập từ tiền tệ của Mông Cổ.
Thành phố được xây dựng vào năm 1974 để khai thác quặng đồng lớn nhất châu Á và là mỏ đồng lớn thứ tư trên thế giới. Mỏ khai thác khoảng 22,23 triệu tấn quặng mỗi năm, sản xuất 126.700 tấn đồng và 1954 tấn molypden. Mỏ chiếm 13,5% GDP của Mông Cổ và 7% doanh thu thuế. Khoảng 8.000 người được tuyển dụng trong mỏ.

## Lịch sử
Thành phố Erdenet và nhà máy được xây dựng bằng công nghệ của Liên Xô với sự giúp đỡ của các chuyên gia Liên Xô. Việc phát hiện quặng đồng tại Erdenetiyn-ovoo có lịch sử riêng.
Đầu những năm 1960, tổ chức địa chất quốc gia Mông Cổ bắt đầu hợp tác tích cực với các thể chế địa chất của các nước xã hội chủ nghĩa châu Âu, bao gồm cả Tiệp Khắc. Cuộc thám hiểm địa chất chung Tiệp Khắc-Mông Cổ đầu tiên được bắt đầu tại Mông Cổ vào năm 1962.
Sau khi hoàn thành cuộc thăm dò chung giữa Mông Cổ và Tiệp Khắc trong lĩnh vực này, công việc thăm dò của Mông Cổ vẫn dưới sự chỉ đạo của người đứng đầu công cuộc và kỹ sư trưởng của nhà địa chất Tumenbayara G.Sanduyzhava. Công việc này được tiến hành thăm dò sơ bộ về lĩnh vực này, tiếp tục tiến hành các hoạt động khai thác và khoan, và nghiên cứu công nghệ về quặng đồng molypden. Kết quả là, trữ lượng đã được tính toán quặng đồng với số lượng là 670 triệu tấn C1 + C2.
Sau đó, nhóm thăm dò địa chất tỉnh Bulgan đứng đầu là các nhà địa chất Liên Xô E.I.Martovitskim, V.S.Kalininym và nhà địa chất Mông Cổ Tumenbayarom đã dành ở đây một công việc tình báo sâu hơn cần thiết cho hoạt động của lĩnh vực này trong vòng 20 tháng. Vào mùa thu năm 1972 kích thước của ovoo Erdenetiyn mà họ ước tính vào năm 2000, chiều dài, chiều rộng 500-1500, độ sâu 400 mét.

## Hình ảnh

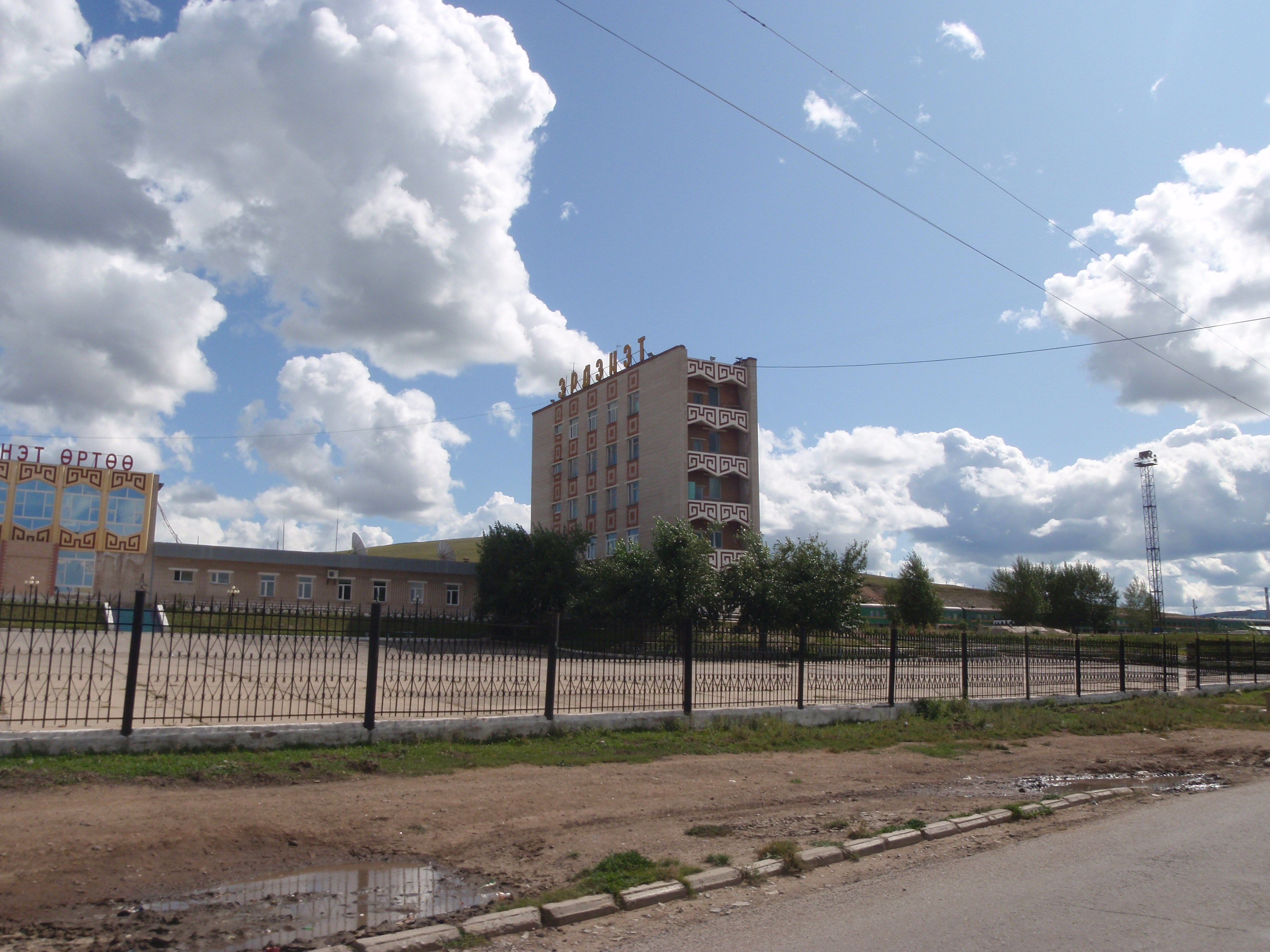
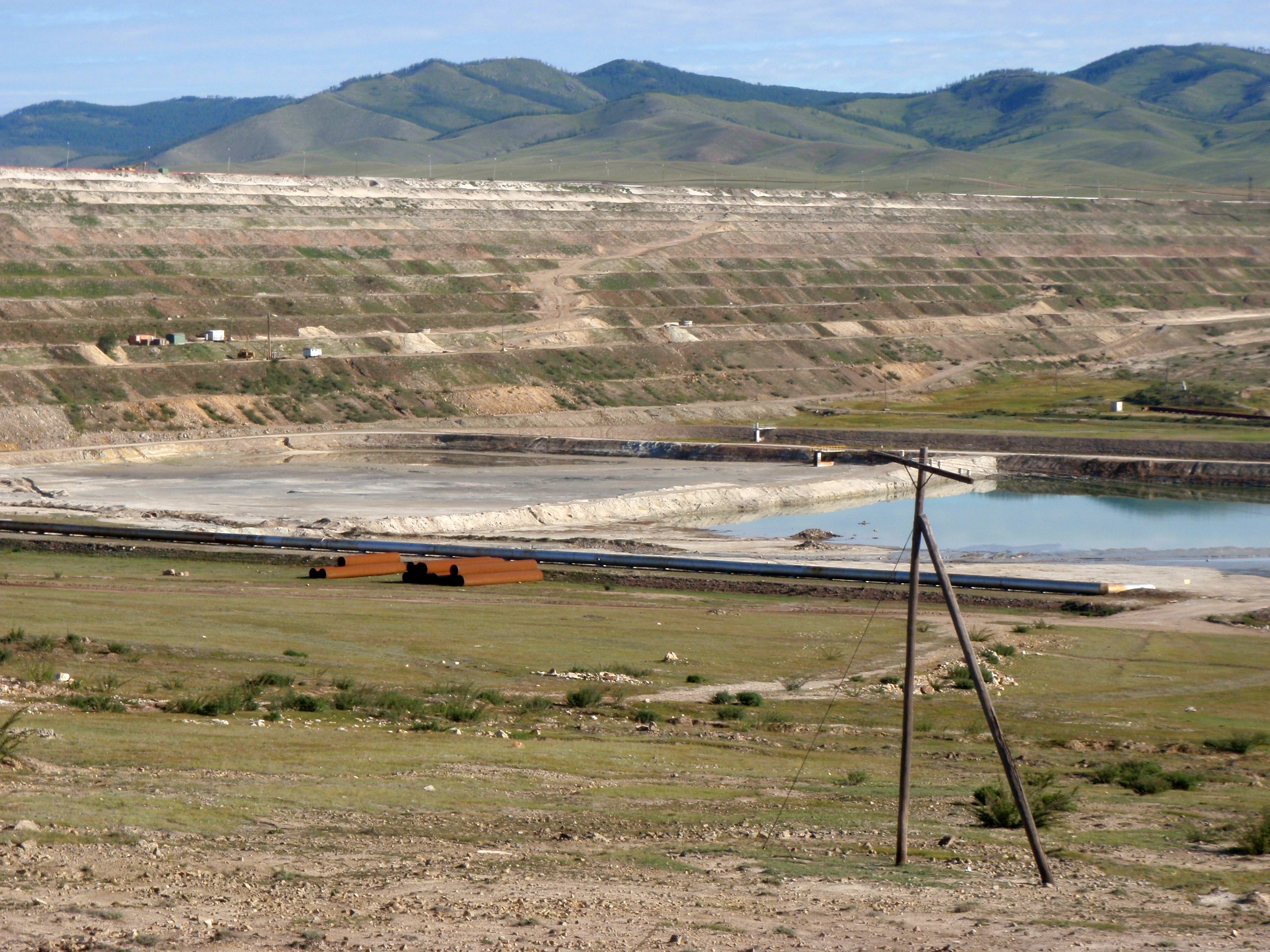
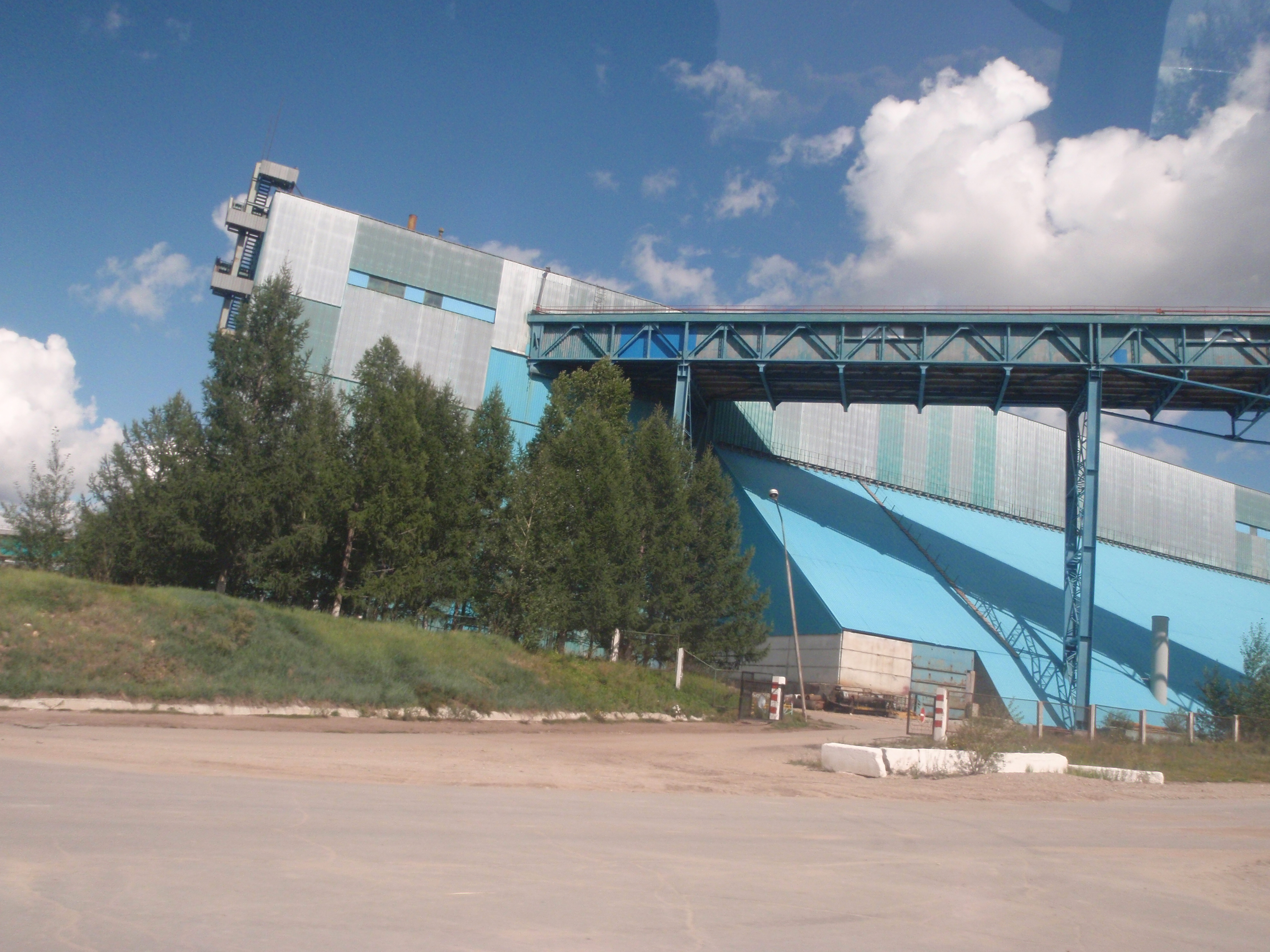

## Địa lý
Mỏ nằm cách thủ đô Ulaanbaatar 340 km về phía tây bắc, cách Darkhan 180 km về phía tây, cách thành phố Bulgan 60 km về phía bắc, và cách biên giới với Nga 140 km về phía nam.